# Rujoux
Le Rujoux est un ruisseau français du département de la Corrèze, affluent rive gauche de la Vézère et sous-affluent de la Dordogne. 

## Géographie

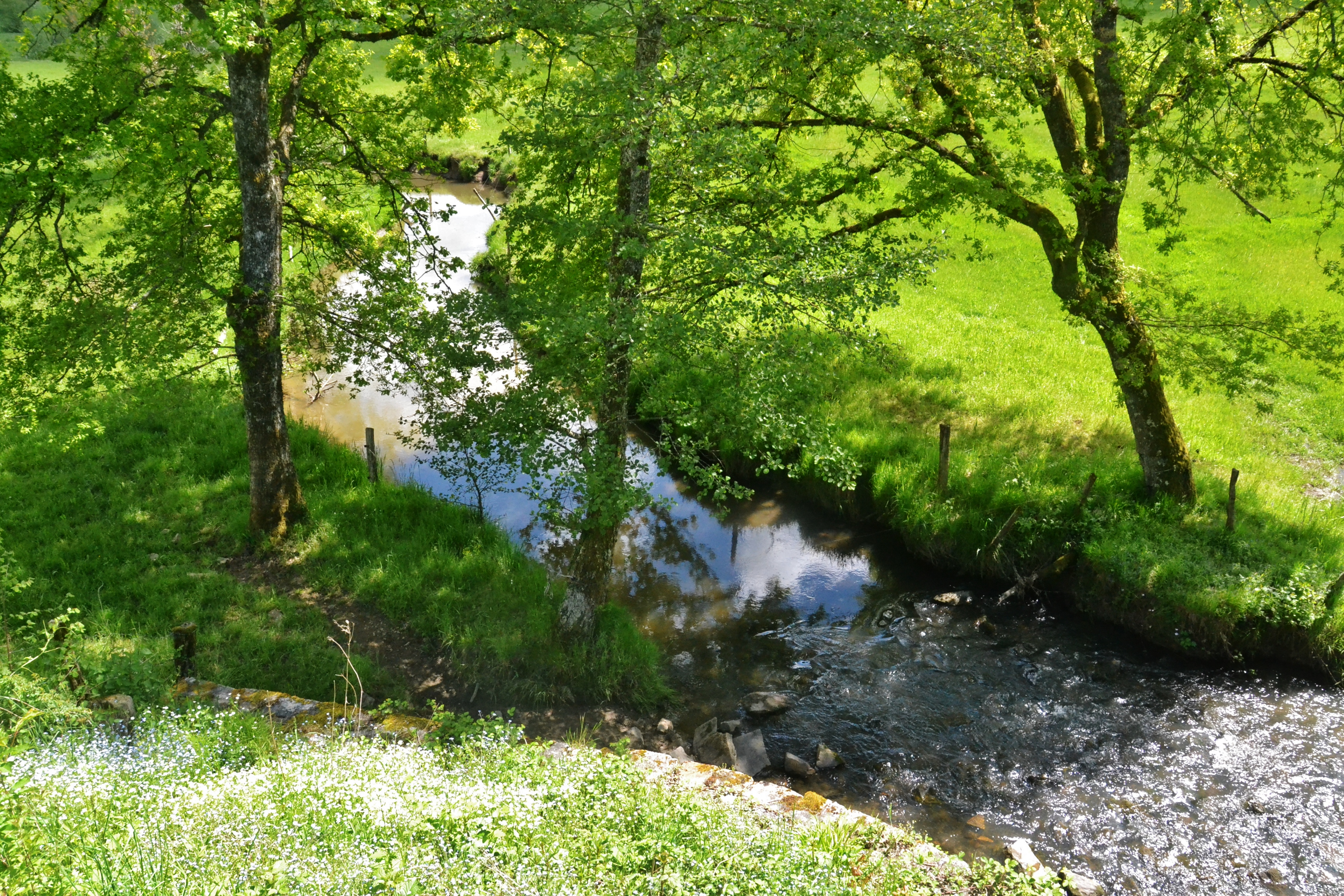
Le Rujoux à Chamboulive.

Le Rujoux prend sa source vers 475 mètres d'altitude, sur la commune de Chamboulive, au nord-ouest du lieu-dit le Puy-Grand.
Il  passe au sud des villages de Chamboulive et de Pierrefitte. Il rejoint la Vézère en rive gauche, à 298 mètres d'altitude, en aval du Moulin de Chaleix, en limite des communes d'Espartignac et de Pierrefitte.
Le Rujoux est long de 18,3 kilomètres.

### Affluents
Parmi les huit affluents du Rujoux répertoriés par le Sandre, le plus long avec 5,8 kilomètres est le ruisseau du Gobelet en rive droite.

### Communes et cantons traversés
À l'intérieur du département de la Corrèze, le Rujoux traverse quatre communes,, réparties sur deux cantons :
- Canton de Seilhac
  - Chamboulive (source)
  - Saint-Salvadour
  - Pierrefitte (confluent)
- Canton d'Uzerche
  - Espartignac (confluent)